# معركة شنسلورسفيل
معركة شنسلورسفيل (بالإنجليزية: Battle of Chancellorsville)، أحد المعارك الكبرى من من الحرب الأهلية الأمريكية، وإشتباك رئيسي لحملة شنسلورسفيل. وقد وقعت في 30 أبريل حتى 6 مايو 1863، في مقاطعة سبوتسيلفانيا، فرجينيا، بالقرب من قرية شنسلورسفيل. وقد وقعت معركتين ذات الصلة بالقرب من محيط فريدريكسبيرغ في 3 مايو. قاد الحملة اللواء جوزيف هوكر في جيش بوتوماك من جيش الاتحاد الأمريكي ضد جيش أقل من نصف حجمه، الجيش الكونفدرالي لشمال ولاية فرجينيا بقيادة الجنرال روبرت إدوارد لي. وقد أطلق روبرت لي على معركة شنسلورسفيل اسم «المعركة المثالية» بسبب قراره الخطير بتقسيم جيشه في وجود عدو أكبر وأقوى بكثير. والتي أدت إلى فوز كونفدرالي كبير. هذا النصر نتيجة لجرأة «لي» وتخاذل «هوكر» في اتخاذ القرارات، وقد خفف من هذه الخسائر الفادحة إصابة الجنرال ستونوول جاكسون المميتة بسبب نيران صديقة، وقد قال «لي» عن هذه المأساة: «فقدت ذراعي اليمنى».
بدأت حملة شنسلورسفيل بعبور جيش الاتحاد نهر راباهانوك صباح يوم 27 أبريل 1863. وبدأ فرسان الاتحاد تحت الجنرال جورج ستونمان غارة لمسافات طويلة ضد خطوط إمدادت الجنرال «لي» في نفس الوقت تقريبا. وكانت هذه العملية غير فعالة. كان عبور نهر رابيدان عن طريق معبري جيرمانا وإيلي، وتمركز المشاة الفدرالية بالقرب من شنسلورسفيل في 30 أبريل. خطط «هوكر» تكتيك الكماشة لمهاجمة «لي» من جهتي الأمام والخلف بمساعدة قوات الاتحاد قبالة فريدريكسبيرغ.
في 1 مايو، تقدم هوكر إلى شنسلورسفيل نحو «لي»، لكن الجنرال الكونفدرالي قسم جيشه لمواجهة جيش يفوقه عددا، وترك قوة صغيرة في فريدريكسبيرغ لردع تقدم الجنرال جون سيدجويك، في حين هاجم تقدم هوكر بأربعة أخماس جيشه تقريبا. انسحب هوكر ورجاله إلى الخطوط الدفاعية حول شنسلورسفيل بالرغم من اعتراضات اتباعه، وتنازل عن زمام المبادرة لـ«لي». في 2 مايو، قسم «لي» جيشه مرة أخرى، وارسل فيلق ستونوول جاكسون بالكامل في مسيرة التفاف لمواجهة الفيلق الحادي عشر للاتحاد. أصيب جاكسون بنيران من رجاله أثناء إجراء استطلاع شخصي في مقدمة خطوط جيشه، واستبدله الجنرال جيمس ستيوارت بشكل مؤقت كقائد فيلق.
وقع أعنف قتال في المعركة (و ثاني أكثر الأيام دموية في الحرب الأهلية) في 3 مايو حيث أطلق «لي» هجمات متعددة تجاه الاتحاد في شنسلورسفيل، مما أدت إلى خسائر فادحة في كلا الطرفين. في اليوم نفسه، تقدم سيدجويك عبر نهر راباهانوك، وهزم قوة كونفدرالية صغيرة عند مرتفعات مارى في معركة فريدريكسبيورغ الثانية، وانتقل بعد ذلك إلى الغرب. نجح الكونفدراليين في عملية تأخير في معركة كنيسة سالم وفي 4 مايو قد أجبروهم إلى العودة لمعبر بانك، وأحاطوهم من ثلاث جهات. صباح يوم 5 مايو انسحب سيدجويك خلال المعبر، ليلة 05-06 مايو انسحب هوكر وما تبقى من جيشه. انتهت الحملة في 7 مايو عندما وصل فرسان ستونمان لخطوط الاتحاد شرق ريتشموند.

## خلفية

### محاولات الاتحاد ضد ريتشموند
كانت الخطة الهجومية الرئيسية للاتحاد في المسرح الشرقي للحرب الأهلية الأمريكية هي المضي قدما والاستيلاء على العاصمة الكونفدرالية ريتشموند في ولاية فيرجينيا. في أول سنتين من الحرب باءت  أربع محاولات كبرى بالفشل: أولها كان في يوليو 1861 في معركة بول رن الأولى عدة أميال عن واشنطن العاصمة. اتخذت حملة شبه الجزيرة للجنرال جورج ماكليلان منهج الهجوم البرمائي، حيث نزل جيشه بوتوماك في شبه جزيرة فرجينيا في ربيع 1862، داخل نطاق 6 ميل من ريتشموند وذلك قبل رجوع الجنرال روبرت لي في معارك السبعة أيام. في ذلك الصيف، هزم جيش فرجينيا بقيادة الجنرال جون بوب في معركة بول رن الثانية. في ديسمبر 1862، قاد الجنرال أمبروز برنسايد جيش بوتوماك وحاول الوصول إلى ريتشموند عن طريق فريدريكسبيورغ، فيرجينيا، حيث هزم في معركة فريدريكسبيرغ. توقفت سلسلة الهزائم للاتحاد في سبتمبر 1862 عندما تحرك «لي» إلى ولاية ماريلاند وتراجعت حملته بسبب ماكليلان في معركة أنتيتام، ولكن هذا لا يمثل أي تهديد لريتشموند.

### إعادة تنظيم جيش بوتوماك
في يناير 1863، تأثر جيش بوتوماك من كثرة الفرار وهبوط المعنويات بعد معركة فريدريكسبيرغ وهجوم مسيرة الطين المهين. فقرر الجنرال أمبروز بيرنسايد إجراء عمليات تطهير جماعية لقيادات جيش  بوتوماك، والقضاء على عدد من الجنرالات الذين كان يشعر انهم كانوا مسؤولين عن هذه الكارثة في فريدريكسبيرغ. وفي الواقع، لم تكن لديه سلطة لإقالة أي شخص دون موافقة الكونغرس. وكما هو متوقع، لم تتم حملة بورنسايد للتطهير، وقد عرض استقالته من قيادة جيش بوتوماك على الرئيس أبراهام لينكون. حتى انه قدم استقالته من الجيش، لكن الرئيس أقنعه بالبقاء ونقله إلى المسرح الغربي، وأصبح قائدا لدائرة أوهايو. تم نقل قيادة بورنسايد السابقة للفيلق التاسع إلى شبه جزيرة فرجينيا، وهذا التحرك دفع بالكونفدراليين إلى فصل القوات من جيش الجنرال «لى» تحت قيادة الجنرال جيمس ونغستريت، وترتب  على هذا القرار تبعات للحملة القادمة.
أصبح أبراهام لينكولن على قناعة بأن الهدف المناسب لجيشه الشرقي كان جيش روبرت لي، ليس للميزات الجغرافية كعاصمة  لكن لأنه يعلم هو وجنرالاته أن الطريقة المثلى هي جلب «لي» إلى معركة حاسمة تهدد عاصمته. في 25 يناير 1863 حاول لينكولن للمرة الخامسة مع جنرال جديد وهو جوزيف هوكر، رجل ذو سمعة المشاكس وكان أداؤه جيدا في القيادات السابقة.
مع مغادرة برنسايد، وكذلك رحيل الجنرال ويليام فرانكلين. أصبح فرانكلين من أشد المؤيدين لجورج ماكليلان وقد رفض العمل تحت إمرة هوكر، لأنه يكرهه شخصيا وأيضا لأنه كان أكبر من هوكر في الرتبة. تنحى الجنرال ادوين فوس سومنر بسبب كبر سنه (65 عاما) واعتلال صحته. وأوكلت له قيادة ولاية ميسوري، لكنه توفي قبل ذلك. ثم تم تكليف العميد الجنرال دانيال بترفيلد من قيادة الفيلق الخامس ليكون رئيس الأركان لهوكر.
شرع هوكر لإعادة تنظيم الجيش، والتخلص من نظام التقسيم الكبير لبرنسايد، والتي يعتبرها هوكر صعبة المراس. كما انه لم يعد لديه ما يكفي من الضباط الكبار الذي يمكن الوثوق بهم لقيادة عمليات الفيلق المتعددة. قام بتنظيم الفرسان إلى فيالق منفصلة تحت قيادة العميد جورج ستونمان (والذي كان قائدا للفيلق الثالث في فريدريكسبيرغ). في حين أنه ركز الفرسان في منظمة واحدة، فقد فرق كتائب مدفعيته تحت سيطرة قائد فرقة المشاة، وأزال نفوذ تنسيق قائد مدفعية الجيش، العميد هنري جاكسون هنت.
استعاد هوكر سمعته كمسؤول متميز واستعادة الروح المعنوية لجنوده، التي قد انهارت إلى مستويات جديدة تحت قيادة أمبروز برنسايد. من بين تغييراته كانت إصلاحات في النظام الغذائي للقوات، تغييرات صحية للمخيمات، تحسينات ومساءلة ضابط التموين والإمدادات، والعديد من إصلاحات المستشفيات، وتحسين نظام الإجازات، وأوامر لوقف الهجر، وتحسين التدريبات، وتدريبات لضباط أقوى.

### الاستخبارات والتخطيط
استغل هوكر خبرة الاستخبارات العسكرية حول المواقع وقدرات الجيش المعارض، مما يجعله متفوقا على تلك المتاحة لمن سبقه في قيادة الجيش. قام رئيس الأركان بترفيلد بتكليف العقيد جورج هنري شارب من فوج نيويورك ال120 لتنظيم لجنة عامة جديدة للمخابرات العسكرية في جيش بوتوماك، جزء من مهمة قائد الشرطة العسكرية تحت العميد. الجنرال مارسينا رودولف باتريك. فيما مضى كان جامعي المعلومات الاستخباراتية، مثل ألان بينكرتون ووكالته، يجمع المعلومات فقط من خلال استجواب السجناء، الفارين، العبيد واللاجئين. لكن مكتب المعلومات العسكرية (BMI) الجديد أضاف مصادر أخرى مثل المشاة وفرسان الاستطلاع، الجواسيس، الكشافة، محطات سلاح الإشارة في الحرب الأهلية الأمريكية، وبالوانات الفيلق الجوي. ادرك هوكر أنه بامكانه تجنب حمام الدم من الهجمات الأمامي المباشرة بعد حصوله على المعلومات الاضافية الكاملة والمترابطة من هذه المصادر الإضافية، والتي كانت ملامح لمعارك أنتيتام، وفي الآونة الأخيرة فريدريكسبيرغ، ولا يمكن أن ينجح في عبوره نهر راباهانوك «إلا بالحيلة».